# Icchak Giterman
Icchak Giterman (ur. 1889 w Hornostajpolu, zm. 18 stycznia 1943 w Warszawie) – żydowski działacz społeczny, wieloletni dyrektor polskiego oddziału „Jointu”, w czasie okupacji niemieckiej współpracownik grupy Oneg Szabat w getcie warszawskim.

## Życiorys
Urodził się w Hornostajpolu na terenie Ukrainy. Świeckie wykształcenie odebrał w Kijowie, gdzie w trakcie I wojny światowej zaangażowany był w działalność Żydowskiego Komitetu Pomocy Ofiarom Wojny (JEKOPO), którego był współtwórcą. W ramach JEKOPO organizował pomoc dla uchodźców żydowskich i ofiar pogromów w Galicji i na Litwie. Organizował także pomoc w emigracji żydowskim ofiarom pogromów na Ukrainie do USA.
Od 1921 roku mieszkał w Warszawie, gdzie od 1926 roku był dyrektorem operacyjnym American Jewish Joint Distribution Committee („Joint”). Przyczynił się między innymi do rozbudowy sieci kas pożyczek bezprocentowych – Towarzystwa Popierania Kredytu Bezprocentowego i Produktywizacji Ludności Żydowskiej w Polsce. W 1938 roku był organizatorem pomoc dla Żydów, obywateli polskich, wysiedlonych z Niemiec do Zbąszynia w ramach Polenaktion.

### II wojna światowa
Na początku II wojny światowej wyjechał do Wilna, gdzie kontynuował działalność społeczną. W tym okresie wystąpił także o litewskie obywatelstwo. Został zatrzymany przez Niemców, gdy próbował przedostać się statkiem do Szwecji, skąd planował dalej jechać do Paryża w sprawach organizacyjnych. Giterman został osadzony w obozie jenieckim, a po zwolnieniu w 1940 powrócił do Warszawy, gdzie zaangażował się między innymi w działalność Żydowskiego Towarzystwa Społecznego.
W getcie warszawskim działał w Żydowskiej Samopomocy Społecznej, należał do kierownictwa Żydowskiego Towarzystwa Opieki Społecznej. Należał również do kierownictwa grupy Oneg Szabat tworzącej podziemne archiwum getta warszawskiego.
Od października 1942 roku, Giterman był członkiem komitetu finansowego Żydowskiej Organizacji Bojowej i zabiegał między innymi o środki na zakup broni dla tejże organizacji. Organizował też pomoc finansową dla ruchu oporu w getcie białostockim.
W trakcie akcji styczniowej w getcie warszawskim został zastrzelony przez Niemców na klatce schodowej domu, w którym mieszkał przy ul. Miłej 69 w dniu 18 stycznia 1943 roku.
W trakcie okupacji niemieckiej zginęła także jego żona Ester z domu Sapoznikowa zamordowana w 1942 oraz syn Motel (ur. 1928) zamordowany w 1941. Wojnę przeżyła natomiast córka Gitermana – Hanna, która wraz z nim po wybuchu wojny znalazła się w Wilnie.

## Odznaczenia
W 1948 roku za zasługi położone w walce zbrojnej z okupantem hitlerowskim został pośmiertnie odznaczony Krzyżem Kawalerskim Orderu Odrodzenia Polski.